# Kein Problem
Kein Problem ist ein Lied des deutschen Rappers Apache 207. Der Song wurde am 5. April 2019 als Single veröffentlicht und verhalf dem Musiker zum Durchbruch.

## Inhalt
In Kein Problem rappt Apache 207 aus der Perspektive des lyrischen Ichs über sein Leben als Rapper. Er erwähnt seine Heimatstädte Mannheim und Ludwigshafen und wendet sich an namentlich nicht genannte Widersacher, die Stress mit ihm wollen. Diese würden ihn nur langweilen und seien nicht auf seinem Niveau. Dagegen verweist er seine Verehrerinnen auf seinen Instagram-Account. Im Refrain heißt es, seine Mutter solle sich keine Sorgen um ihn machen, da er so ein Leben immer gewollt habe.

„Aber kein Problem, aber kein Problem

Denn ich kann das regeln, ganz normal in meiner Gegend

„Mein Sohn, was ist gescheh’n? Mein Sohn, was ist gescheh’n?“

Keine Sorge, Mama, ganz normal, so wollt’ dein Sohn doch leben“

## Produktion
Der Song wurde von dem Musikproduzenten WorstBeatz produziert, der zusammen mit Apache 207 auch als Autor des Liedes fungierte.

## Musikvideo

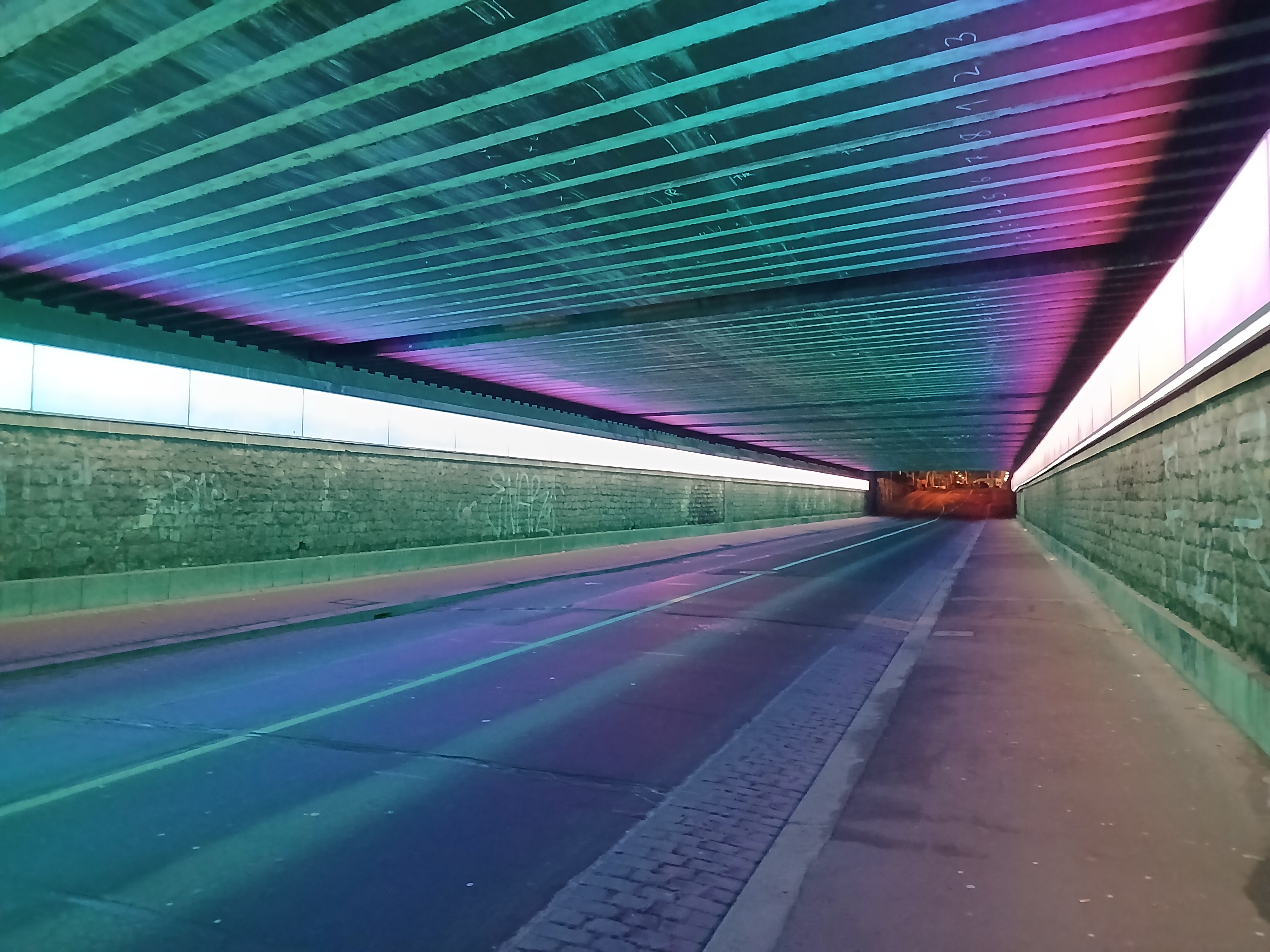
Goetheunterführung in Mainz

Das zu Kein Problem veröffentlichte Musikvideo wurde von NBP Films und Bertinaxe gedreht. Es verzeichnet auf YouTube über 60 Millionen Aufrufe (Stand Mai 2025). Zu Beginn läuft Apache 207 pfeifend durch ein Parkhaus und öffnet den Kofferraum eines Autos, in dem sich Rollschuhe befinden, die er anzieht. Auf den Rollschuhen fährt er nachts durch einen Tunnel. Diese Szene wurde in der Goetheunterführung in Mainz gedreht. Weitere Szenen zeigen den Rapper in einem weißen Sportwagen sowie nachts im Regen, wobei er stets eine Sonnenbrille trägt. Anschließend ist er unter anderem als geschminkter Indianer und zwischen Menschen auf einer Party zu sehen.

## Single

### Covergestaltung
Das Singlecover zeigt Apache 207 mit Sonnenbrille und freiem Oberkörper, der in der Dunkelheit im Regen steht. Am oberen bzw. unteren Bildrand befinden sich die weißen Schriftzüge Apache 207 und Kein Problem.

### Chartplatzierungen
Kein Problem stieg am 30. August 2019 auf Platz 66 in die deutschen Singlecharts ein und erreichte am 25. Oktober mit Rang 17 die beste Platzierung. Insgesamt konnte sich der Song 30 Wochen lang in den Top 100 halten. In Österreich belegte die Single Rang 59 und hielt sich neun Wochen in den Charts, während sie sich in der Schweiz nicht platzieren konnte. In den deutschen Single-Jahrescharts 2019 erreichte Kein Problem Position 93.
| ChartsChartplatzierungen | Höchstplatzierung | Wochen |
| ------------------------ | ----------------- | ------ |
| Deutschland (GfK)        | 17 (30 Wo.)       | 30     |
| Österreich (Ö3)          | 59 (9 Wo.)        | 9      |

| ChartsJahrescharts (2019) | Platzierung |
| ------------------------- | ----------- |
| Deutschland (GfK)         | 93          |

### Verkaufszahlen und Auszeichnungen
Kein Problem wurde im Jahr 2022 für mehr als 400.000 Verkäufe in Deutschland mit einer Platin-Schallplatte ausgezeichnet und gehört damit zu den meistverkauften Rapsongs in Deutschland. In Österreich erhielt das Lied ebenfalls Platin für über 30.000 verkaufte Einheiten, während es in der Schweiz für mehr als 10.000 Verkäufe mit Gold ausgezeichnet wurde.
| Land/Region        | Auszeichnungen für Musikverkäufe (Land/Region, Auszeichnung, Verkäufe) | Verkäufe |
| ------------------ | ---------------------------------------------------------------------- | -------- |
| Deutschland (BVMI) | Platin                                                                 | 400.000  |
| Österreich (IFPI)  | Platin                                                                 | 30.000   |
| Schweiz (IFPI)     | Gold                                                                   | 10.000   |
| Insgesamt          | 1× Gold · 2× Platin ·                                                  | 440.000  |